# 姜承録
姜承録（韓語：강승록，1999年11月11日—，游戏ID：TheShy），韩国《英雄联盟》职业运动员。现任LPL上单选手，在队期间获得了英雄联盟2018赛季全球总决赛冠军以及英雄联盟职业联赛2019年春季赛冠军。姜承録在直播中透露，他原本想取ID为“TheSky”，但把“Sky”误写成了“Shy”。

## 职业生涯
姜承録曾是OGN次级联赛队伍Rebels Anarchy的一员，但无法得到上场机会。2014年11月24日，原WE电子竞技俱乐部队长裴乐在腾讯微博宣布俱乐部新引进一名韩援，即当时有着“韩服第一锐雯”之称的姜承録。然而，因为年龄问题，1999年出生的他无法登场比赛，只能以青训选手的身份进行直播。2015年3月，WE将他租借至韩国次级联赛队伍Awe Max，但战队止步于挑战者联赛春季赛16强，姜承録只能回到WE继续直播。
2017年5月19日，iG电子竞技俱乐部宣布签下高振宁（ID：Ning）、陈龙（ID：West）以及姜承録并续约喻文波（ID：JackeyLove）。在2017 LPL夏季赛中，姜承録作为李浩成（ID：Duke）的替补鲜有出场机会，iG最终获得了季军，在冒泡赛上不敌WE，无缘参加英雄联盟2017赛季全球总决赛。
在2018年春季赛上，iG豪取常规赛18连胜，但姜承録由于手部受伤无缘上场，最终iG在三四名决赛上不敌RW获得第四名。在夏季赛上，iG又一次斩获常规赛头名，并在半决赛上3:2战胜JDG进入决赛，在决赛上iG 2:3不敌RNG获得亚军，但因积分优势以二号种子的身份进入英雄联盟2018赛季全球总决赛。在世界赛上，iG与Fnatic、100 Thieves以及G-Rex同组，他们以小组第二名晋级淘汰赛，四分之一决赛3:2战胜了LCK一号种子KT Rolster，半决赛3:0战胜G2 Esports，决赛3:0战胜Fnatic获得总冠军，赛后，姜承録选择为自己喜爱的英雄无双剑姬——菲奥娜制作冠军皮肤。
在2019年春季赛上，iG获得了建队以来的第一个LPL冠军，姜承録也因出色表现获得季后赛FMVP。夏季赛队伍成绩不佳，但姜承録入选了最佳阵容一阵，iG在季后赛第一轮中即被LNG淘汰，最终以三号种子的身份晋级英雄联盟2019赛季全球总决赛。在世界赛上，iG与在半决赛中对阵FPX，最终1:3被淘汰。11月，在海南举办的第一届LPL全明星周末颁奖典礼上，姜承録入选了年度最佳阵容。
在2020年春季赛上，iG在3-4名决赛上1:3不敌Top Esport，姜承録第四次入选最佳阵容一阵。
在2020年夏季赛上，iG先在资格赛第一日3:2打败FPX，却在资格赛第二日1:3不敌LGD未能进入世界赛。8月12日，英雄联盟官方赛事宣布姜承録第五次入选最佳阵容一阵。。
2021年11月18日，Theshy官宣与iG电子竞技俱乐部合同到期。。
2021年12月7日，iG电子竞技俱乐部官宣TheShy选手以自由人身份离队，同月14日加入微博电子竞技俱乐部英雄联盟分部。
2023年1月6日，Theshy随WBG获得2022首届英雄联盟微博杯总冠军。11月19日，在英雄联盟2023赛季全球总决赛决赛中，WBG0:3不敌T1，获得亚军。12月11日，WBG电子竞技俱乐部官宣TheShy选手以自由人身份离队。

## 比赛数据
| 赛季          | 参赛场次 | 总击杀（场均） | 总助攻（场均） | 总死亡（场均） | KDA（战损比） | 场均金钱 | 场均补刀 | 场均插眼 | 场均排眼 | 场均参团率 | MVP次数 |
| ------------- | -------- | -------------- | -------------- | -------------- | ------------- | -------- | -------- | -------- | -------- | ---------- | ------- |
| 2017LPL夏季赛 | 16       | 52（3.25）     | 79（4.93）     | 57（3.56）     | 2.20          | 12976    | 220      | 17       | 4        | 59.00%     | 4       |
| 2018LPL春季赛 | 34       | 99（2.91）     | 181（5.32）    | 76（2.23）     | 3.60          | 13973    | 282      | 20       | 4        | 51.90%     | 8       |
| 2018LPL夏季赛 | 17       | 59（3.47）     | 90（5.29）     | 48（2.82）     | 3.10          | 13678    | 293      | 14       | 4        | 50.20%     | 3       |
| 2019LPL春季赛 | 27       | 90（3.33）     | 161（5.96）    | 86（3.18）     | 2.90          | 12737    | 252      | 10       | 3        | 52.10%     | 3       |
| 2019LPL夏季赛 | 38       | 119（3.13）    | 209（5.50）    | 124（3.26）    | 2.60          | 11995    | 236      | 11       | 3        | 54.20%     | 6       |
| 2020LPL春季赛 | 38       | 129（3.39）    | 230（6.05）    | 160（4.21）    | 2.20          | 12492    | 238      | 11       | 3        | 54.40%     | 8       |
| 2020LPL夏季赛 | 41       | 134（3.26）    | 206（5.02）    | 155（3.78）    | 2.10          | 12565    | 247      | 11       | 5        | 55.40%     | 6       |

数据来源：

## 成就

### Invictus Gaming
- 季军 — 英雄联盟职业联赛2017年夏季赛
- 冠军 — 2017年全国电子竞技大赛
- 殿军 — 英雄联盟职业联赛2018年春季赛
- 冠军 — 2018年英雄联盟洲际系列赛
- 亚军 — 英雄联盟职业联赛2018年夏季赛
- 冠军 — 英雄联盟2018赛季全球总决赛
- 冠军 — 英雄联盟职业联赛2019年春季赛
- 亚军 — 2019年英雄联盟洲际系列赛
- 殿军 — 英雄联盟职业联赛2020年春季赛

### Weibo Gaming
- 亚军 — 英雄联盟2023赛季全球总决赛

## 个人荣誉
- 英雄联盟职业联赛2018年春季赛最佳阵容一阵
- 英雄联盟职业联赛2018年度最佳上单
- 英雄联盟职业联赛2018年度最快进步奖
- 英雄联盟职业联赛2018年度最佳人气奖
- 英雄联盟职业联赛2019年春季赛最佳阵容一阵
- 英雄联盟职业联赛2019年春季赛季后赛FMVP
- 英雄联盟职业联赛2019年夏季赛最佳阵容一阵
- 2019年LPL年度最佳上单
- 英雄联盟职业联赛2020年春季赛最佳阵容一阵
- LPL 2023年度最受欢迎选手

### 冠军造型
- iG 菲奥娜[12]